# Tossina difterica

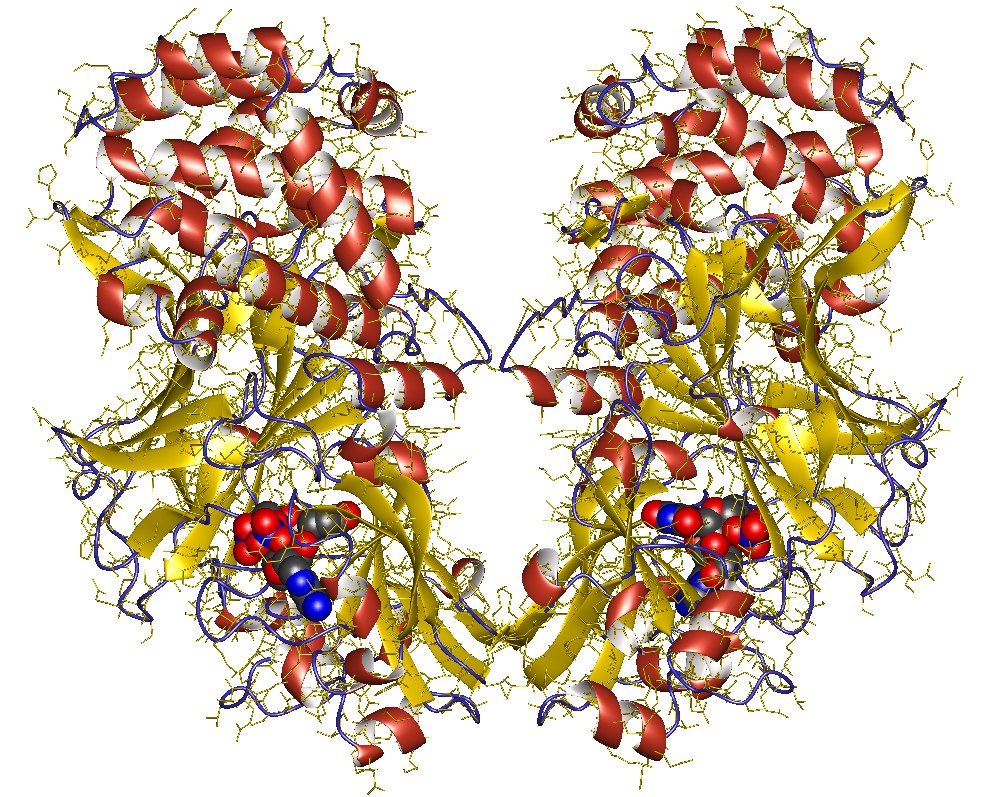
Diphtheria toxin dimer, Corynephage beta.

La tossina difterica è l'unico fattore di virulenza di Corynebacterium diphtheriae.
Il batterio si localizza a livello della faringe e nelle primissime vie respiratorie e non presenta alcuna tendenza alla diffusione, anche se la reazione distruttiva delle cellule della mucosa può essere molto intensa e ostacolare seriamente la respirazione.
La tossina è codificata dal gene tox di un fago temperato, integrato nel cromosoma batterico che viene trascritto in condizioni di stress a carenza di ferro.
La tossina, di tipo A-B, è sintetizzata come unico peptide: 
- Peptide A – porzione con l'azoto terminale, resistente alla degradazione, che esercita l'azione tossica
- Peptide B – porzione con il carbonio terminale, che serve a legare la tossina ai recettori delle cellule bersaglio, facilitando così la penetrazione all'interno di queste del solo peptide A.

La tossina viene introdotta nella cellula per endocitosi mediata dal recettore.
Il componente A possiede un'attività catalitica ADP-ribosilante simile a quella della tossina colerica, il bersaglio però di tale attività è qui rappresentato dal fattore di allungamento, detto EF-2, che interviene nella sintesi della catena peptidica a livello della traslocazione sul ribosoma. La tossina catalizza la ADP-ribosilazione del residuo di diftamide presente nel fattore di allungamento. 
Il complesso EF-2-ADP-ribosio che ne risulta è inattivo, e quindi la sintesi proteica viene bloccata portando a morte la cellula.